# Montefelcino
Montefelcino é uma comuna italiana da região dos Marche, Província de Pesaro e Urbino, com cerca de 2.568 habitantes. Estende-se por uma área de 38 km², tendo uma densidade populacional de 68 hab/km². Faz fronteira com Fossombrone, Isola del Piano, Monteciccardo, Petriano, Sant'Ippolito, Serrungarina, Urbino.